# Webmention

Webmention est une recommandation du W3C (organisme international chargé de la normalisation du web) décrivant un protocole simple de notification d'une URL lorsqu'elle est mentionnée par un site externe, et permettant à une page web de demander une notification lorsque quelqu'un ajoute un lien vers celle-ci. Webmention est à l'origine développé par la communauté de l'IndieWebCamp et publié comme un brouillon de travail du W3C le 12 janvier 2016. Il devient une recommandation du W3C le 12 janvier 2017. Webmention permet aux auteurs de vérifier et conserver qui génère un lien, une référence ou un commentaire vers leurs articles. En incorporant ce type de commentaires depuis un autre site, ils fournissent la fonction de commentaire fédéré.
Webmention est, de la même façon que le pingback (en), l'un des quatre types de rétroliens, mais a été conçu pour être plus simple que le protocole XML-RPC utilisé par pingback, en se basant uniquement sur du contenu HTTP et x-www-urlencoded. En plus des protocoles de rétroliens précédents, Webmention spécifie également les détails du protocole dans le cas de la suppression d'une page source du lien, sa mise à jour avec de nouveaux liens, ou la suppression de liens existants.